# Ґуан У
Імператор Ґуан У (кит.: 光武帝, яп. こうぶてい; 5 до н. е. — 57) — 17-й імператор китайської династії Хань. Справжнє ім'я Лю Сю. Храмове ім'я — Шицзу.
Спочатку підтримував повстання на чолі із Лю Сюанєм та Лю Яном проти імператора Ван Мана. У 25 році, скориставшись помилками Лю Сюаня (імператора Генші), захопив владу. Втім його ще тривалий час довелося вести боротьбу з іншими претендентами. Імператор Гуан У спромігся об'єднати під своєю владою Китай у 36 році після ліквідації династії Сінь, громадянської війни та повстання червонобрових. Заснування Пізньої хань було актом відновлення Ханської династії.
Імператору Гуан У приписують заснування нової столиці у Лояні та проведення земельної реформи.
В Китаї Імператор Гуан У вважається талановитим полководцем. Попри це, на відміну від багатьох пізніших китайських монархів, він надавав перевагу мирним методам вирішення проблем над воєнними.